# Filip John
Filip John (ur. 1 sierpnia 2001 w Trutnovie, w Czechach) – niemiecki siatkarz pochodzenia czeskiego, reprezentant Niemiec, grający na pozycji atakującego. 

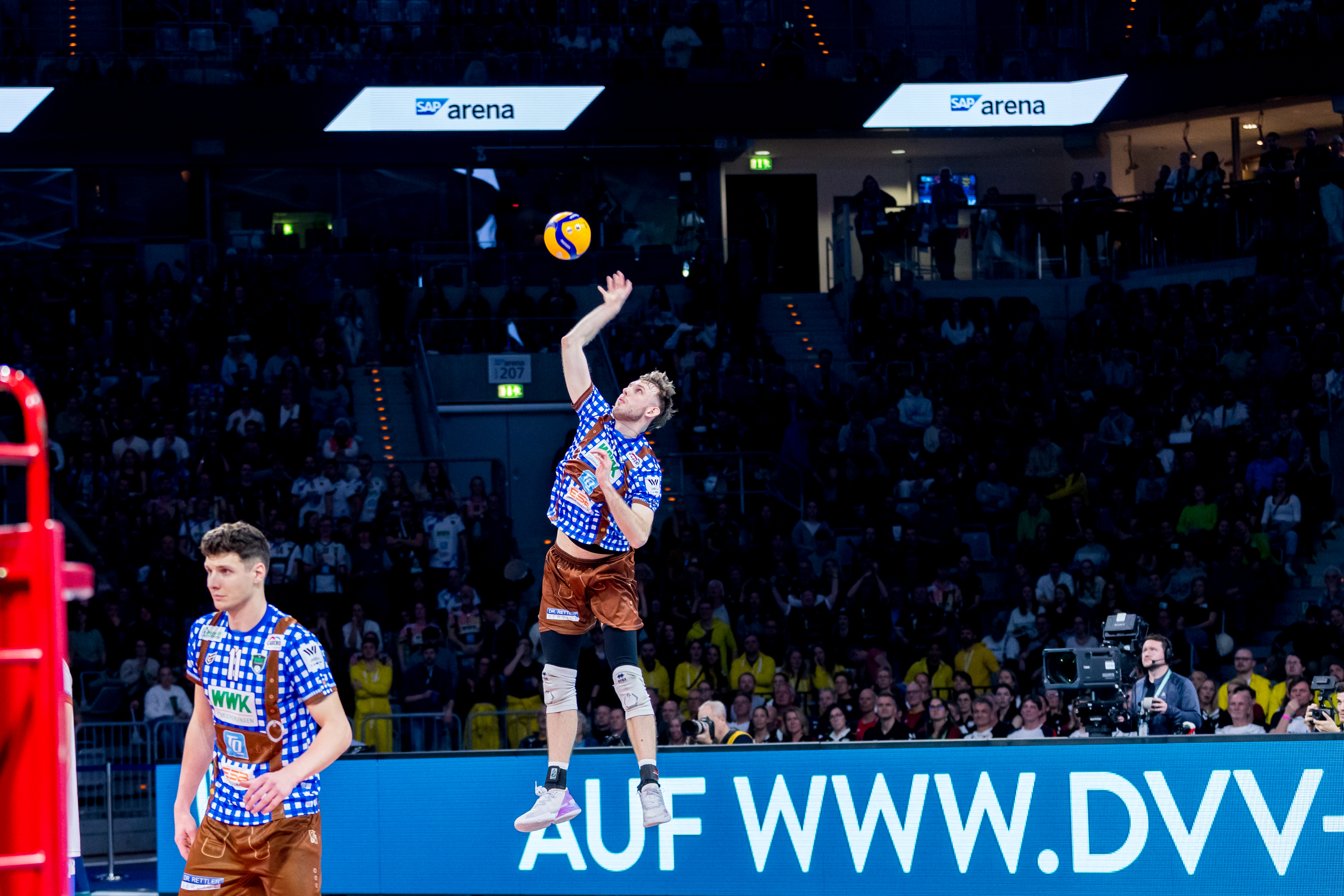
Filip John podczas wykonywania zagrywki

Jego rodzice pochodzą z Czech. Kiedy miał dwa lata razem z rodziną przeprowadził się do Niemiec. Zaczął grać w siatkówkę w klubie FC Schüttorf 09, gdy miał sześć lat. Jego o 3 lata starszy brat Dan, również grał w siatkówkę jak i jego rodzice.
W 2018 roku z Lukasem Pfretzschnerem zostali srebrnymi medalistami Mistrzostw Europy kadetów w siatkówce plażowej.
W 2023 roku zadebiutował w reprezentacji Niemiec.
W sezonie 2023/2024 w niemieckiej Bundeslidze w rankingu punktujących zajął 4. miejsce, a w następnym sezonie 2024/2025 5.miejsce.

## Sukcesy klubowe
Mistrzostwa Europy Kadetów:
- 2018[10]

## Nagrody indywidualne
- 2018: MVP i najlepszy atakujący Mistrzostw Europy Kadetów[11]

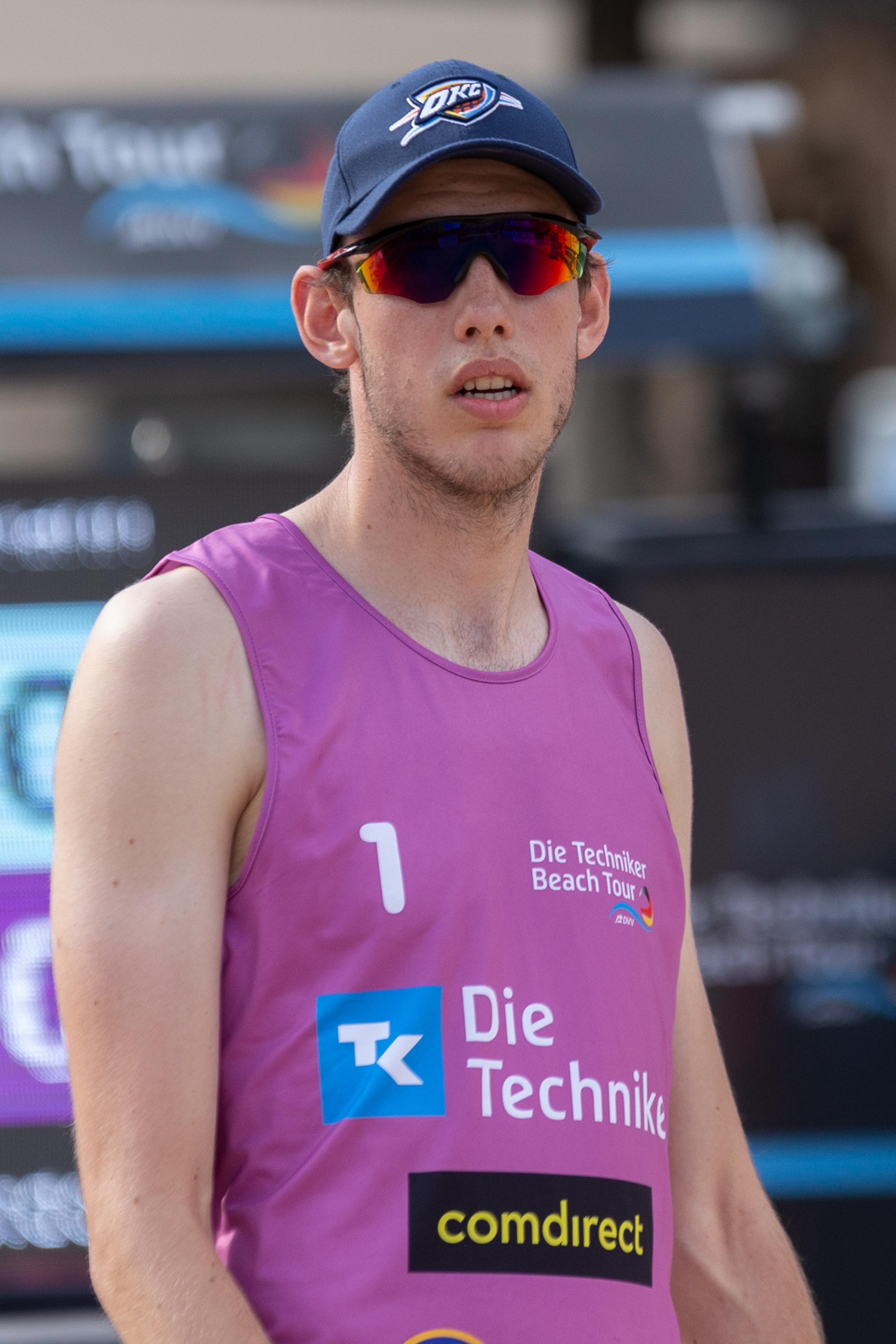
Filip John podczas turnieju w siatkówkę plażową w 2019 roku

## Udział siatkarza w pozostałych turniejach międzynarodowych w reprezentacji Niemiec
Mistrzostwa Świata Kadetów:
- 13. miejsce 2019

Mistrzostwa Europy Juniorów:
- 8. miejsce 2020[12]

Letnia Uniwersjada:
- 6. miejsce 2021[13]

Liga Narodów:
- 11. miejsce 2023[14]

Liga Narodów:
- 11. miejsce 2024[15]